# Карин Герхардсен
Карин Герхардсен (на шведски: Carin Gerhardsen) е шведска писателка, авторка на бестселъри в жанра трилър.

## Биография и творчество
Карин Герхардсен е родена на 6 декември 1962 г. в Катринехолм, Швеция. Израства като спортува много с тенис на маса и други спортове. Свири на саксофон в пънк група. Завършва математика в Университета в Упсала, след което живее известно време в Лондон.
Прави дебюта си в литературата през 1992 г. с философския роман „På flykt från tiden“, който описва историята на един човек държан за заложник в продължение на четири години в Бейрут. Романът няма успех и тя продължава да работи като ИТ консултант и други дейности, включително няколко години в Лондон, като продължава да пише.
Първият ѝ трилър „Джинджифиловата къща“ от поредицата „Хамарби“ е изданен през 2008 г. Главен герой в него е инспектор Кони Хьоберг, който със своя екип от полицейското управление в „Хамарби“ разследва заплетени и загадъчни престъпления в южните части на Стокхолм. Много от сцените са почерпени от спомени от нейното детство. Книгата става бестселър и я прави известна. Тя напуска работата си и се посвещава на писателската си кариера.
Писателката става една от най-високо оценяваните шведски писателки, а поредицата е удостоена с различни награди.
Карин Герхардсен живее със семейството си в Стокхолм.

## Произведения

### Самостоятелни романи
- På flykt från tiden (1992)

### Серия „Хамарби“ (Hammarby)
1. Pepparkakshuset (2008)
Джинджифиловата къща, ИК „Бард“, София (2013), прев. Ивайла Божанова, ISBN 978-954-655-443-7
2. Mamma, pappa, barn (2009)
Хана сама вкъщи, ИК „Бард“, София (2015), прев. Милко Стоименов, ISBN 978-954-655-556-4
3. Vyssan lull (2010)
4. Helgonet (2011)
5. Gideons ring (2012)
6. Hennes iskalla ögon (2013)
7. Tjockare än vatten (2014)
8. Falleri fallera falleralla (2015)